# João Lucas Cardoso
João Lucas Cardoso (Bela Vista do Paraíso, 8 giugno 1991) è un calciatore brasiliano, difensore del Paraná.

## Caratteristiche tecniche
È un terzino sinistro.

## Carriera
Il 14 maggio 2017 ha esordito in Série A con la maglia del Ponte Preta in occasione del match vinto 4-0 contro lo Sport Recife.